# جان باسماجیان
جان باسماجیان (انگلیسی: John Basmajian؛ ۲۱ ژوئن ۱۹۲۱ – ۱۸ مارس ۲۰۰۸) آکادمیسین و دانشمند ارمنی‌تبار اهل کانادا که به خاطر آثارش در علم توان‌بخشی به ویژه در حوزه پس‌خوراند زیستی و نوار عصب و عضله شناخته شده‌است.

## زندگی‌نامه
در ۲۱ ژوئن ۱۹۲۱ در کنستانتینوپل از والدینی ارمنی به دنیا آمد. در جریان جنگ جهانی دوم با درجه کاپیتانی در سپاه پزشکی ارتش سلطنتی کانادا خدمت نمود. پس از جنگ در سال ۱۹۴۵ مدرک دکترای پزشکی را از دانشگاه تورنتو کسب نمود. از سال ۱۹۷۷ تا ۱۹۸۶ وی استاد رشته پزشکی در دانشگاه مک‌مستر بود. جان و همسرش دورا صاحب سه فرزند به نام‌های هایک، نانسی و سالی بودند.وی همچنین برندهٔ جوایزی همچون en:Order of Ontario و en:Order of Canada شده‌است. وی در صبح روز ۱۸ مارس ۲۰۰۸ در سن ۸۶ سالگی درگذشت.